# Nalježići
Nalježići este un sat din comuna Kotor, Muntenegru. Conform datelor de la recensământul din 2003, localitatea are 147 de locuitori (la recensământul din 1991 erau 193 de locuitori).

## Demografie
În satul Nalježići locuiesc 109 persoane adulte, iar vârsta medie a populației este de 38,7 de ani (33,5 la bărbați și 44,3 la femei). În localitate sunt 39 de gospodării, iar numărul mediu de membri în gospodărie este de 3,77.
Populația localității este foarte eterogenă.
|  |

| Demografie | Demografie | Demografie |
| An         | Locuitori  | Locuitori  |
| ---------- | ---------- | ---------- |
|            |            |            |
|            |            |            |
|            |            |            |
|            |            |            |
| 1948       | 244        |            |
| 1953       | 233        |            |
| 1961       | 232        |            |
| 1971       | 221        |            |
| 1981       | 198        |            |
| 1991       | 193        | 192        |
| 2003       | 147        | 147        |

| \| Componența etnică conform recensământului din 2003[2] \| Componența etnică conform recensământului din 2003[2] \| Componența etnică conform recensământului din 2003[2] \| Componența etnică conform recensământului din 2003[2] \| Componența etnică conform recensământului din 2003[2] \| \| ----------------------------------------------------- \| ----------------------------------------------------- \| ----------------------------------------------------- \| ----------------------------------------------------- \| ----------------------------------------------------- \| \| \| \| \| \| \| \| Sârbi \| Sârbi \| \| 95 \| 64,62% \| \| Muntenegreni \| Muntenegreni \| \| 43 \| 29,25% \| \| Croați \| Croați \| \| 3 \| 2,04% \| \| Albanezi \| Albanezi \| \| 1 \| 0,68% \| \| necunoscută \| necunoscută \| \| 0 \| 0% \| |              |  |    |        |
| Componența etnică conform recensământului din 2003 |              |  |    |        |
| |              |  |    |        |
| Sârbi | Sârbi        |  | 95 | 64,62% |
| Muntenegreni | Muntenegreni |  | 43 | 29,25% |
| Croați | Croați       |  | 3  | 2,04%  |
| Albanezi | Albanezi     |  | 1  | 0,68%  |
| necunoscută | necunoscută  |  | 0  | 0%     |